# Tête de Shiva
Cette Tête de Shiva est un fragment de statue de Shiva en grès, sculptée au Xe siècle au Vietnam et relevant de l'art du Champa. Cette statue de Shiva a été trouvée du Viêtnam et appartient à la période du Royaume de Champā. Elle a été achetée par le Metropolitan Museum of Art de New York, aux États-Unis, en 2014. Shiva souriant y porte une couronne ornée. 

## Description
Shiva est considéré comme l'une des trois divinités majeures de l'hindouisme, les autres étant Vishnu et Brahma. Ensemble, Shiva, Vishnu et Brahma sont appelés Trimūrti et considérés comme les divinités suprêmes, les créateurs de l'univers dans la mythologie hindoue. Les sculptures en grès de Shiva, comme celle-ci, sont courantes dans l'architecture des temples hindouistes réalisés pendant la période du Royaume de Champā, du centre et du sud Vietnam. 
Shiva est considéré, en effet, comme l'une des principales divinités de l'hindouisme. Shiva est décrit à la fois comme divinité de destruction et divinité créatrice. Shiva est le dieu le plus vénéré du peuple indien. La secte de l'hindouisme, qui considère Shiva comme la divinité suprême, s'appelle le shaivisme. La déesse Parvati est la shakti de Shiva. Shiva est considéré comme le dieu suprême et le créateur de l'univers dans le shivaïsme. Il est mentionné dans la mythologie hindoue que l'origine, la destruction et le maintien de l'univers sont associés à la danse de Shiva. Le concept de Shiva peut être repéré dans plusieurs traditions bouddhistes. Dans la tradition bouddhiste Shiva est considéré comme une divinité sainte, vivant dans un royaume céleste. Le bouddhisme mahayana considère Shiva comme un saint divin, inférieur à Bouddha,.

## Galerie

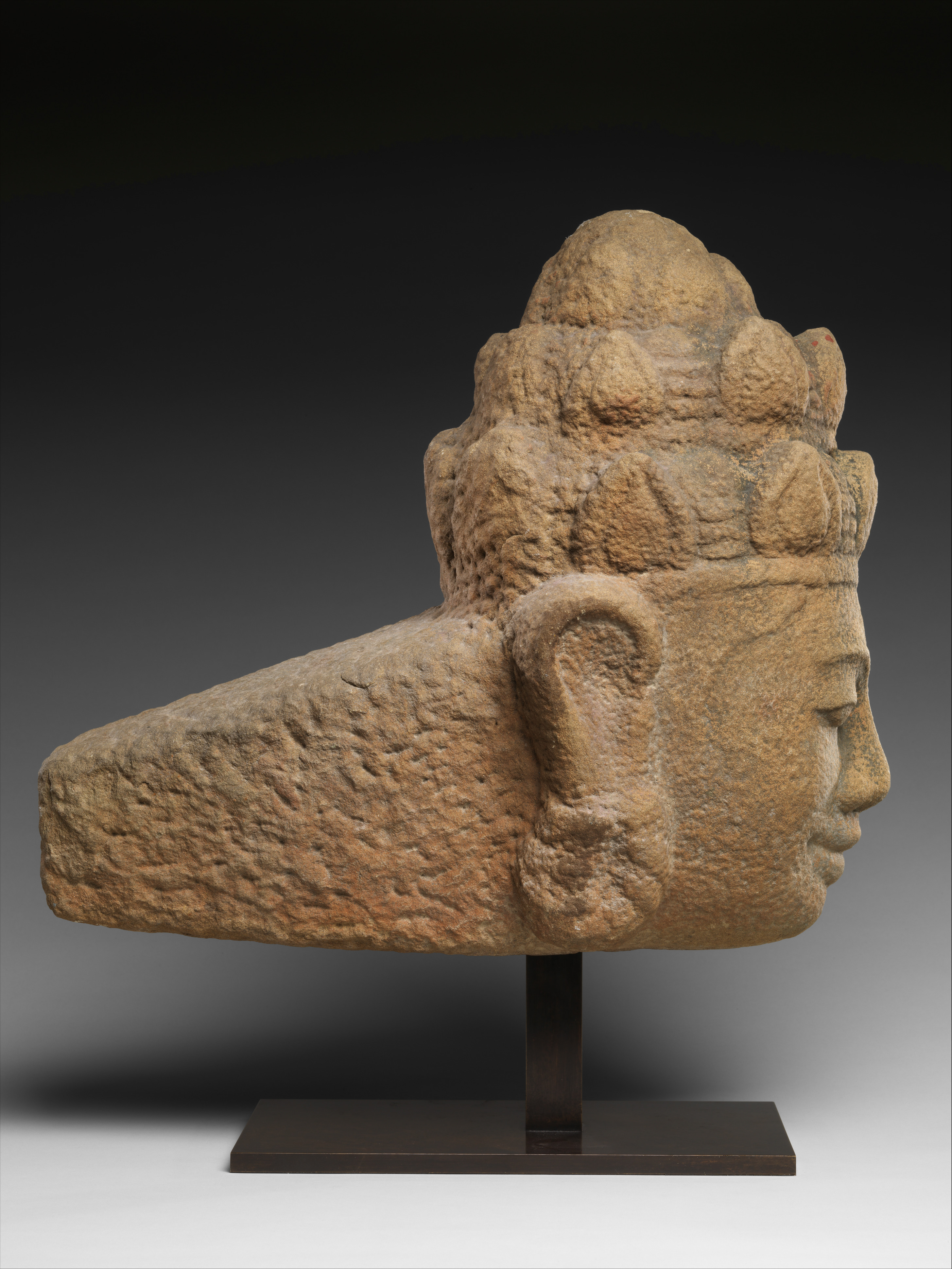
Tête de Shiva, vue de gauche
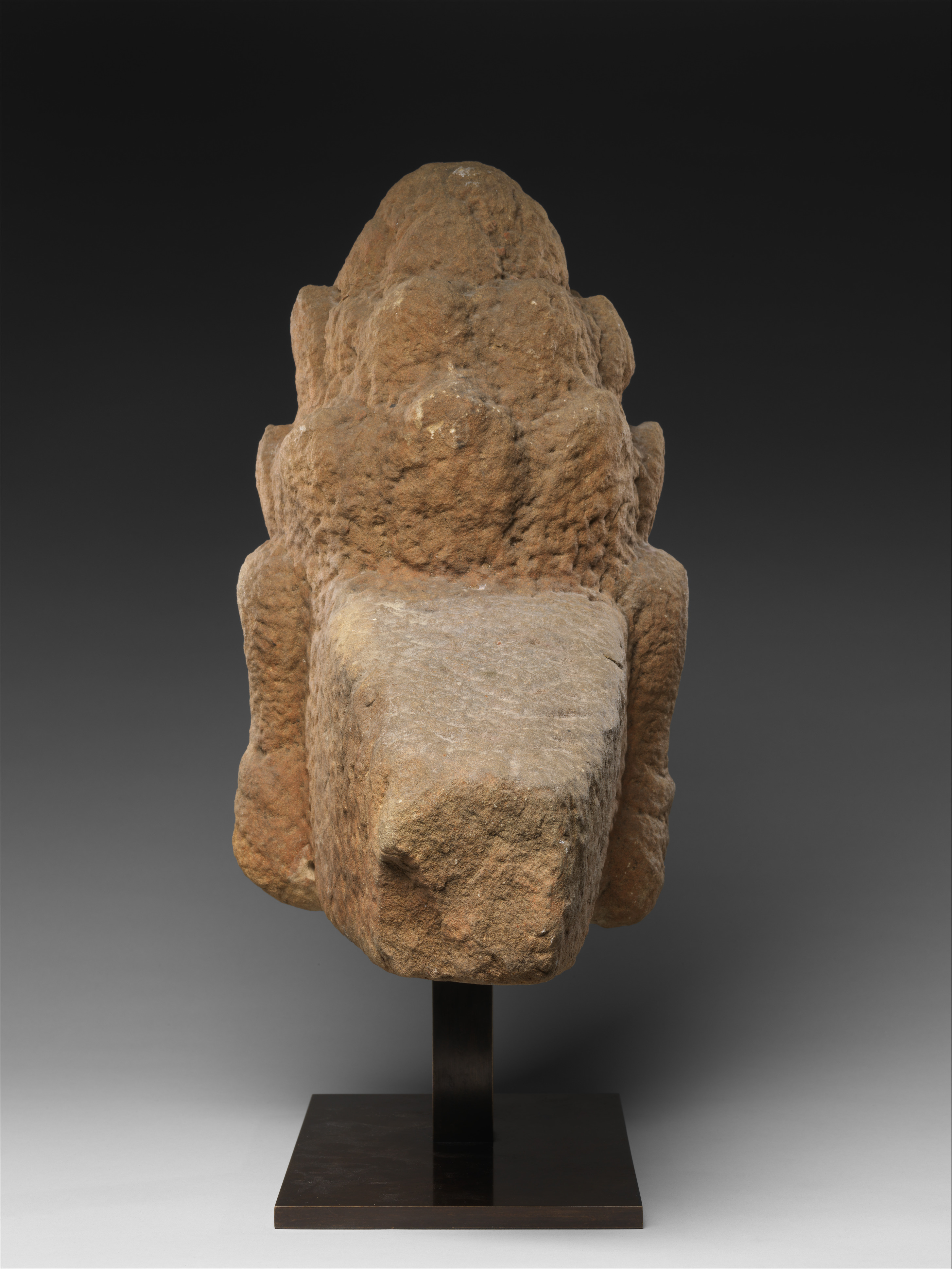
Vue postérieure
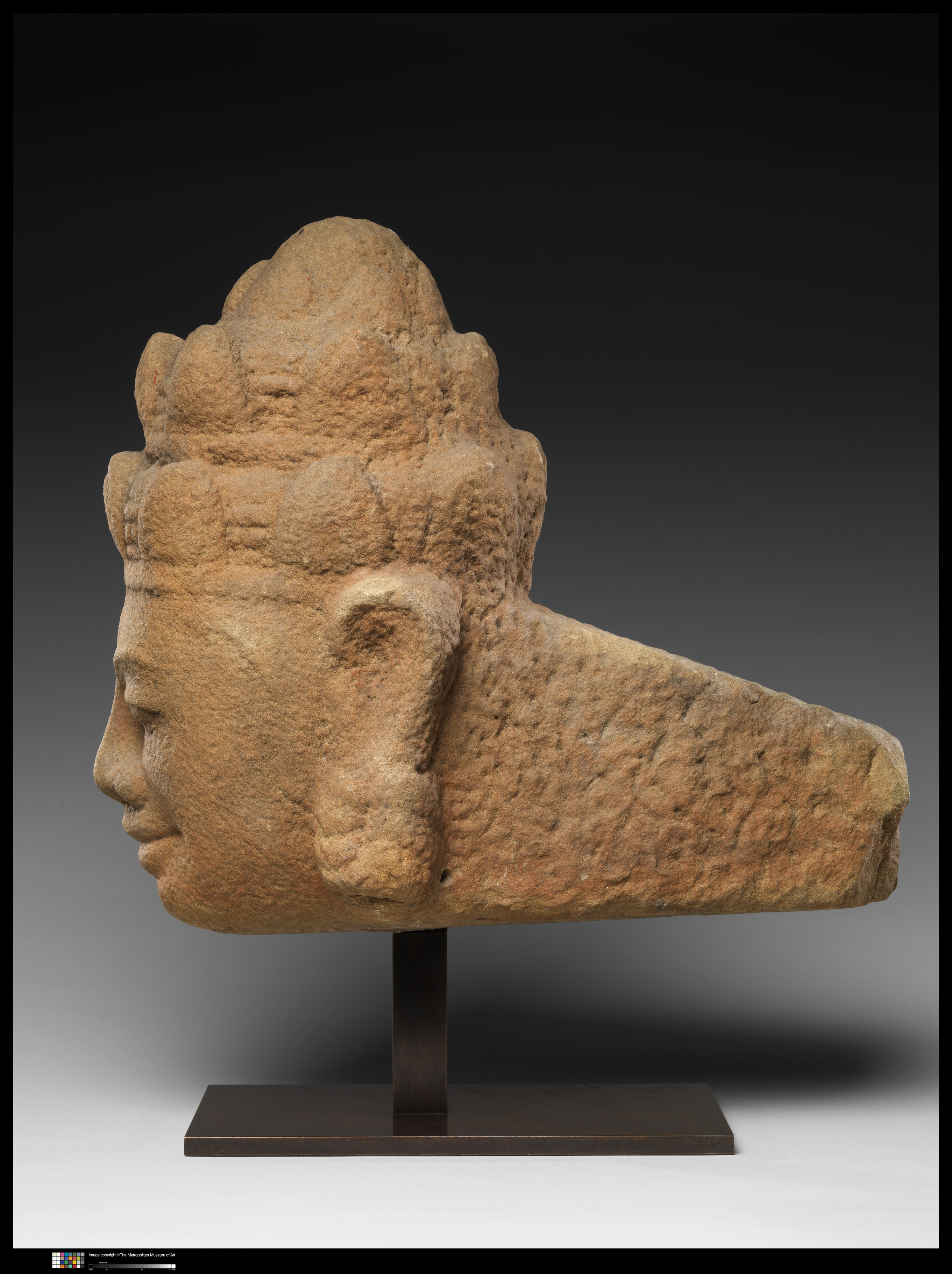
Vue du côté droit
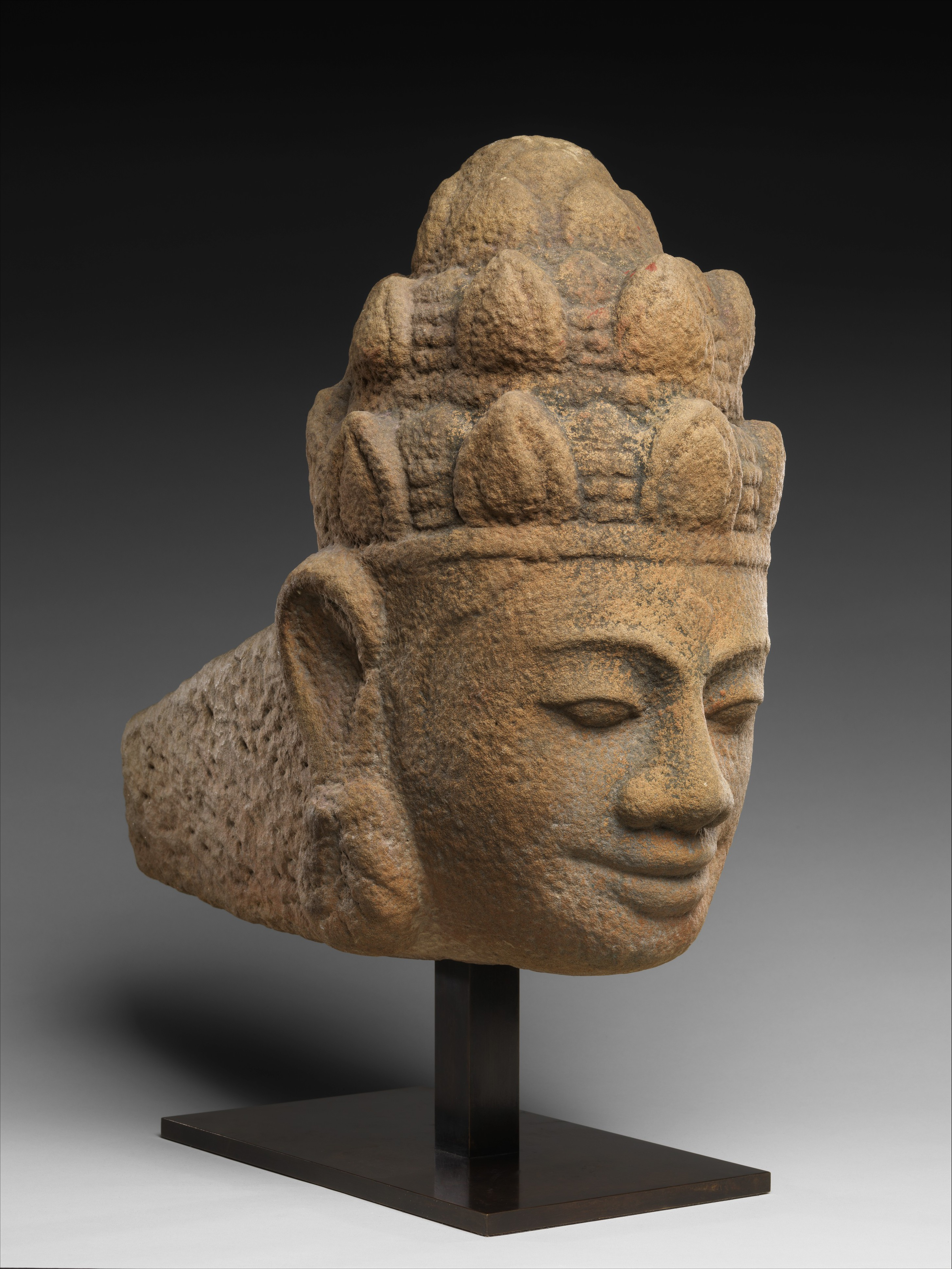
Vue oblique avec le devant de la sculpture

## Voir également
- Art du Champā
- Shiva